# Васильева, Дора Егоровна
Дора Егоровна Васильева (1938—2018) — советский и российский учёный-литературовед, доктор филологических наук, член Союза писателей России.

## Биография
Родилась 12 декабря 1938 года в Вилюйске Якутской АССР.
В 1962 году окончила факультет иностранных языков Иркутского педагогического института (ныне Педагогический институт Иркутского государственного университета). По окончании вуза начала свою трудовую деятельность преподавателя английского языка в Якутском речном училище и затем в Покровской средней школе (1962—1966 годы). После этого, в 1966—1968 годах работала редактором Якутской студии телевидения. В 1968—1971 годах была аспиранткой Якутского филиала Сибирского отделения Академии наук СССР.
С 1971 года Дора Егоровна находилась на научной работе: младший научный сотрудник (1971—1981), старший научный сотрудник (1985—1996), ведущий научный сотрудник (1997—1999), главный научный сотрудник (2000—2008) и старший научный сотрудник (с 2008 года) Института гуманитарных исследований и проблем малочисленных народов Севера (ИГИиПМНС) Сибирского отделения РАН, где работала до конца жизни.
В 1973 году она защитила кандидатскую диссертацию на тему «Творчество Н. Г. Золотарёва-Якутского»; в 1995 году — докторскую диссертацию на тему «Национальное и общечеловеческое в якутской литературе».
Умерла в Якутске 14 апреля 2018 года.

## Заслуги
- Дора Егоровна была удостоена званий «Заслуженного работника культуры» Российской Федерации и Республики Саха (Якутия) и ветерана Сибирского отделения РАН.
- Стала лауреатом международной литературной премии «Алаш»[4] Республики Казахстан.
- Почетный гражданина Кытанахского наслега Чурапчинского улуса.[3]

## Труды
Д. Г. Васильева является автором около 300 научных и научно-популярных статей, соавтором и автором ряда монографий. Она — автор автор вузовского пособия «Современная якутская проза», ей принадлежат несколько сот статей о писателях Казахстана.
Монографии:
- «Время и судьбы» (Якутск, 1978),
- «Дорогой борьбы и труда: очерк о современной якутской прозе» (Якутск, 1984),
- «Проза Софрона Данилова» (Якутск, 1990),
- «Национальное и общечеловеческое в якутской литературе» (Якутск, 1955),
- «Далан (жизнь и творчество)» (Якутск, 1998, 2003),
- «О современной якутской литературе» (Якутск, 1978, в соавторстве),
- «Литература Якутии на современном этапе 1980—1990 гг. Очерки» (Якутск, 2001, в соавторстве),
- «А. Е. Кулаковский и время» (Москва, 2003, в соавторстве),
- «Литература Якутии XX века» (Якутск, 2005, в соавторстве),
- «О далеком прошлом и настоящем» (Якутск, 2008).